# Maroussia Dubreuil
Maroussia Dubreuil (* 27. Januar 1982) ist eine französische Journalistin, Schauspielerin und Model.

## Leben
Ihre erste Schauspielausbildung erhielt Dubreuil von Philippe Duclos. Sie studierte ab 2001 am Le Studio-Théâtre d'Asnières. Nach einem Abschluss in Philosophie setzte sie ihr Studium an der Filmabteilung der Université Paris 1 Panthéon-Sorbonne fort und wurde Associate Researcher an der La Cinémathèque française, wo sie in der Programmierung arbeitete.
Sie war für zwei Kuratoren zweier Ausstellungen tätig. Im September 2012 als Assistentin für Antoine de Baecque bei der Ausstellung Paris vu par Hollywood im Saint-Jean-Saal  des Hôtel de Ville und im Frühjahr 2014 als Assistentin für Dominique Païni bei der Ausstellung Langlois im Cinémathèque française.
Von 2011 bis 2014 lehrte sie Filmanalyse an der École du Louvre und der Universität Paris-Nanterre. Für den 2014 erschienenen Dokumentarfilm Rencontres von Alexandre Zeff unterstützte sie ihn bei der Regie.

## Karriere
Ihr Filmschauspieldebüt machte Dubreuil 2000 in einer Episode der Fernsehserie La vocation d'Adrienne. Im Folgejahr übernahm sie eine Nebenrolle im Fernsehfilm Margaux Valence: Le secret d'Alice. 2002 folgte eine Besetzung im Kurzfilm Au milieu de la nuit. 2004 war sie neben Gérard Depardieu im Spielfilm RRRrrrr!!! zu sehen. Im selben Jahr folgte eine Episodenrolle in den Fernsehserien Navarro und Madame le proviseur sowie eine Rolle im Spielfilm La première fois que j'ai eu 20 ans. 2005 folgte eine Rollenbesetzung in La vie est à nous!.
2006 stellte sie in dem viel beachteten Erotikfilm Teuflische Engel – Heimliche Spiele 2 von Skandal-Regisseur Jean-Claude Brisseau eine der weiblichen Hauptrollen der Charlotte dar. Der Film feierte am 20. Mai 2006 seine Premiere auf den Internationalen Filmfestspielen von Cannes. Anschließend folgten Episodenrollen in den Fernsehserien P.J., R.I.S. Police scientifique und Femmes de loi. Eine größere Rolle hatte sie 2008 in Endlich Vater inne. Sie war ab September 2012 in der Fernsehsendung Le Cercle auf Canal + Cinéma zu sehen.
Zwischen 2004 und 2008 spielte sie in den Theaterstücken Les Troyennes, Dernier Rappel und Le Monte-Plats / Célébration mit.
Sie schrieb Berichte und Kolumnen für Zeitschriften und Magazine wie Le Monde, Sofilm, Society, Citizen K, Stylist, Jesus mag oder Mixt(e).

## Filmografie
- 2000: La vocation d'Adrienne (Fernsehserie, Episode 3x01)
- 2001: Margaux Valence: Le secret d'Alice (Fernsehfilm)
- 2002: Au milieu de la nuit (Kurzfilm)
- 2004: RRRrrrr!!!
- 2004: Navarro (Fernsehserie, Episode 16x04)
- 2004: La première fois que j'ai eu 20 ans
- 2004: Madame le proviseur (Fernsehserie)
- 2005: La vie est à nous!
- 2006: Teuflische Engel – Heimliche Spiele 2 (Les anges exterminateurs)
- 2007: P.J. (Fernsehserie, Episode 11x03)
- 2007: L'application des peines (Kurzfilm)
- 2008: R.I.S. Police scientifique (Fernsehserie, Episode 3x01)
- 2008: Femmes de loi (Fernsehserie, Episode 8x07)
- 2008: Endlich Vater (Comme les autres)
- 2008: Section de recherches (Fernsehserie, Episode 3x05)
- 2009: Comprendre & pardonner (Fernsehserie, Episode 1x06)
- 2009: La Ligne de fuite (Kurzfilm)
- 2010: L'étranger

## Theater (Auswahl)
- 2004: Les Troyennes, Regie: Christian Gonon
- 2005–2006: Dernier Rappel, Regie: Josiane Balasko
- 2008: Le Monte-Plats / Célébration, Regie: Alexandre Zeff

## Publikationen
- Henri Langlois. In (sous la direction de) de Baecque, Antoine ; Chevallier, Philippe. Dictionnaire de la pensée du cinéma. Paris : Presses universitaires de France, 2012.
- Maurice Chevalier, la voix de Paris. In (sous la direction de) de Baecque, Antoine. Paris vu par Hollywood. Paris : Flammarion, 2012.
- Paris, la ville-temps de Woody Allen. In (sous la direction de) de Baecque Antoine. Paris vu par Hollywood. Paris : Flammarion, 2012.
- Le Ventriloque. In (sous la direction de) Dominique Païni. Le Musée imaginaire d'Henri Langlois. Paris : Flammarion, 2014.
- Entretien avec Gordon Dawson. In (sous la direction de) Fernando Ganzo. Sam Peckinpah. Paris : Capricci, 2015.
- La Mode sur grand écran. Paris : ELLE / Guy Messina, 2015.